# Tukiya Kankasa-Mabula
Tukiya Kankasa-Mabula, tên khác Tukiya Kankasa Mabula, là một luật sư, nhà giáo dục, quản trị viên và người ủng hộ bình đẳng giới người Zambia. Bà hiện đang là phó thống đốc tại Ngân hàng Zambia (BoZ), ngân hàng trung ương và ngân hàng quốc gia của Zambia. Bà được bổ nhiệm vào chức vụ đó vào năm 2007, bởi Levy Mwanawasa, tổng thống Zambia vào thời điểm đó, thay thế Felix Mfula đã nghỉ hưu.

## Tiểu sử
Kankasa-Mabula là một người gốc Zambia. Sau khi học ở Lusaka, Cambridge, Massachusetts và London, bà trở lại trường cũ của mình, Đại học Zambia, Khoa Luật, nơi bà dạy luật thương mại. Trong một khoảng thời gian, bà làm giám đốc cấp phép và thực thi tại Ủy ban Chứng khoán và Giao dịch Zambian. Năm 1998, bà gia nhập Ngân hàng Zambia, với tư cách là thư ký của ngân hàng và cố vấn pháp lý chính của ngân hàng. Bà giữ cương vị này trong chín năm, trước khi được bổ nhiệm vào vị trí hiện tại.

## Tổng quan
Kankasa-Mabula là một luật sư nổi tiếng, nhà giáo dục, quản trị viên, nữ doanh nhân và các vấn đề về giới. Vào tháng 3 năm 2014, bà là một người bình luận về một cuộc thảo luận trên truyền hình trong số 100 phụ nữ có ảnh hưởng nhất ở Zambia. Cuộc thảo luận đã được giới thiệu trên dịch vụ Châu Phi của CNBC vào thứ hai ngày 31 tháng 3 năm 2014.
Vào tháng 4 năm 2014, bà được chọn giành Giải thưởng Luật sư phụ nữ quốc tế xuất sắc năm 2014 của Hiệp hội luật sư quốc tế. Giải thưởng "công nhận sự xuất sắc chuyên nghiệp, ảnh hưởng đến những phụ nữ khác để theo đuổi nghề nghiệp trong luật pháp, và thúc đẩy cơ hội cho phụ nữ trong nghề luật sư" của bà. Giải thưởng Luật sư người phụ nữ quốc tế xuất sắc của IBA được trao mỗi năm và được LexisNexis tài trợ. Nó bao gồm một khoản đóng góp 5.000 đô la Mỹ cho một tổ chức từ thiện cho sự lựa chọn của người chiến thắng. Lễ trao giải thưởng năm 2014 sẽ diễn ra trong Hội nghị Luật sư Phụ nữ Thế giới lần thứ sáu của IBA, được tổ chức từ ngày 8 đến ngày 9 tháng 5 năm 2014 tại Paris, Pháp.